# Neoregelia ibitipocensis
Neoregelia ibitipocensis är en gräsväxtart som först beskrevs av Elton Martinez Carvalho Leme, och fick sitt nu gällande namn av Elton Martinez Carvalho Leme. Neoregelia ibitipocensis ingår i släktet Neoregelia och familjen Bromeliaceae. Inga underarter finns listade i Catalogue of Life.